# اغتصاب أوروبا (تيتيان)
اغتصاب أوروبا هي لوحة زيتية للرسام تيتيان رسمها في الفترة بين 1560-1562.